# Sidomulyo (Tinggi Raja)
Sidomulyo is een bestuurslaag in het regentschap Asahan van de provincie Noord-Sumatra, Indonesië. Sidomulyo telt 2341 inwoners (volkstelling 2010).